# Orquestra Filharmònica de Montevideo
L'Orquestra Filharmònica de Montevideo és una orquestra uruguaiana fundada per Carlos Estrada el 1958, amb seu al Teatre Solís de Montevideo. És considerada una de les orquestres més prestigioses del seu país i d'Amèrica Llatina, i ha rebut en els seus anys d'història nombroses distincions.
Va ser creada a Montevideo per la Resolució Municipal Nº43.664, el 8 d'abril de 1958. És elenc resident del Teatre Solís. Realitzà, en el mateix teatre el 17 de juliol de 1959, el primer concert de la llavors anomenada Orquestra Simfònica Municipal, dirigit pel mestre Carlos Estrada, qui va continuar dirigint l'Orquestra fins al 1971. L'any 1971 esdevingué director el mestre Hugo López, qui es mantingué fins al 1975. Durant el període dictatorial no va haver-hi un director estable i van ocupar aquest rol diversos mestres uruguaians i estrangers.
L'any 1993, quan comptava amb més d'un centenar d'integrants, adoptà el nom actual d'Orquestra Filharmònica de Montevideo; estava dirigida musicalment pel mestre Federico García Vigil fins a l'any 2008.